# Tweed (Australia)
Il fiume Tweed (in inglese: Tweed River) è un fiume australiano del Nuovo Galles del Sud, distretto di Northern Rivers. Il suo estuario è su un ría ad onda marina. Dalla metà del proprio corso il confine di stato tra il Nuovo Galles del Sud e il Queensland si trova circa 10 km a nord del Tweed River.
Il fiume nasce sui versanti orientali della Grande Catena Divisoria e il suo bacino è di 1055 km2. Il fiume è diretto in genere verso nordest e riceve le acque di otto affluenti, tra i quali i fiumi Oxley e Rous, prima di raggiungere la sua foce nel Mar dei Coralli, a sud di Point Danger; il dislivello tra sorgente e foce è di 173 m su un percorso di 78 km.
Nel suo corso esso passa attraverso i centri urbani maggiori di Murwillumbah e Tweed Heads.
Il bacino drenante del fiume consiste in gran parte nella caldera di erosione del vulcano Tweed, un grosso vulcano estinto del quale il Monte Warning è il collo vulcanico. La zona del fiume Tweed ha un bel clima subtropicale, elevata piovosità e fertili suoli vulcanici. In origine era coperto di foreste pluviali, gran parte delle quali sono state abbattute. Alcune di esse rimangono in molti parchi nazionali e riserve. I terreni lungo il fiume sono utilizzati per coltivare canna da zucchero e altro.
La circostante Tweed Shire è l'area di governo locale del Nuovo Galles del Sud. Ogni anno il fiume ospita un certo numero di grandi eventi acquatici. Le zone più a valle del fiume sono luoghi ottimi per la pesca dilettantesca. Sci d'acqua, canottaggio e navigazione da diporto sono altre attività popolari nella parte terminale del fiume.

## Storia

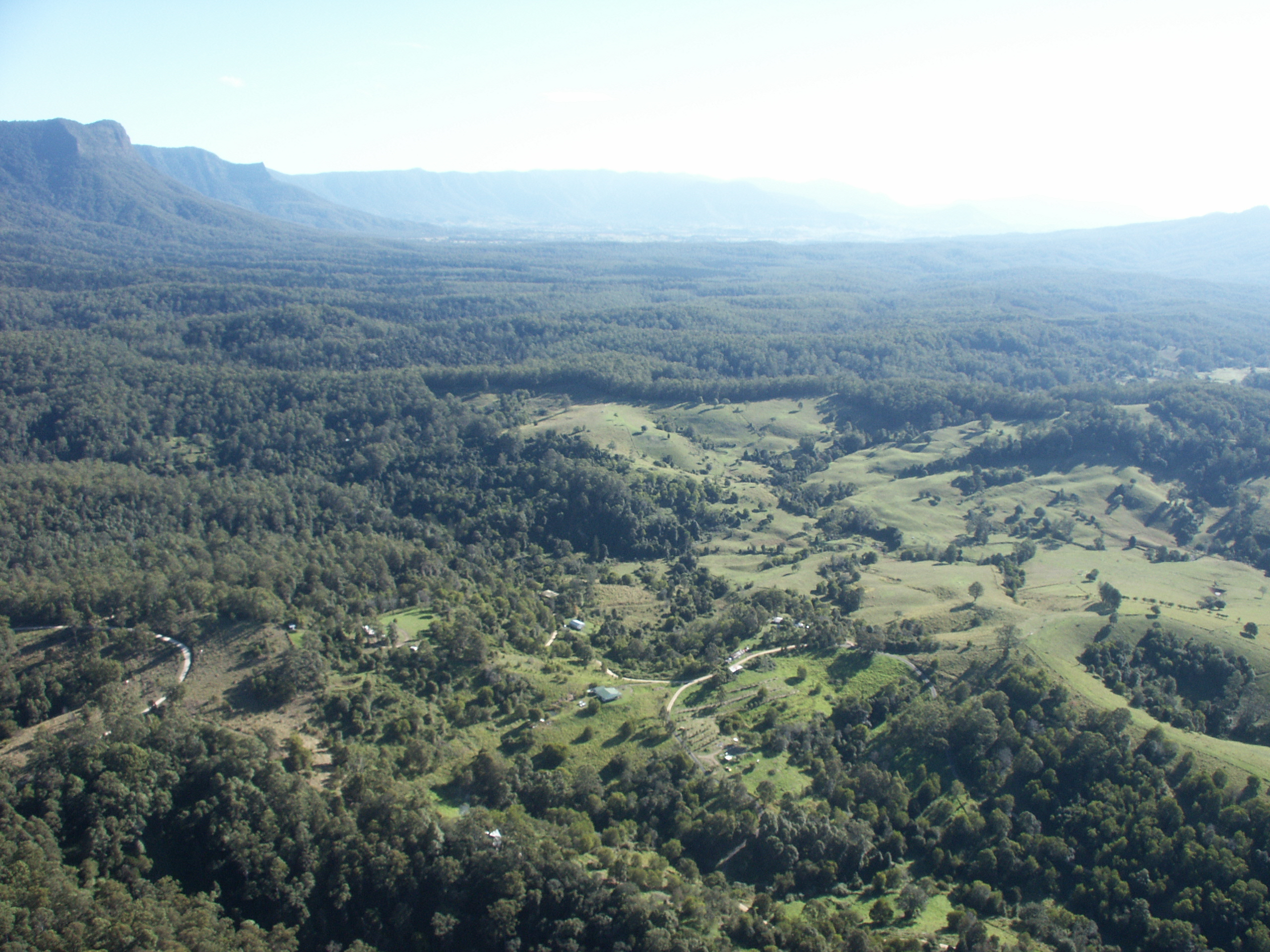
Parte superiore della Tweed Valley

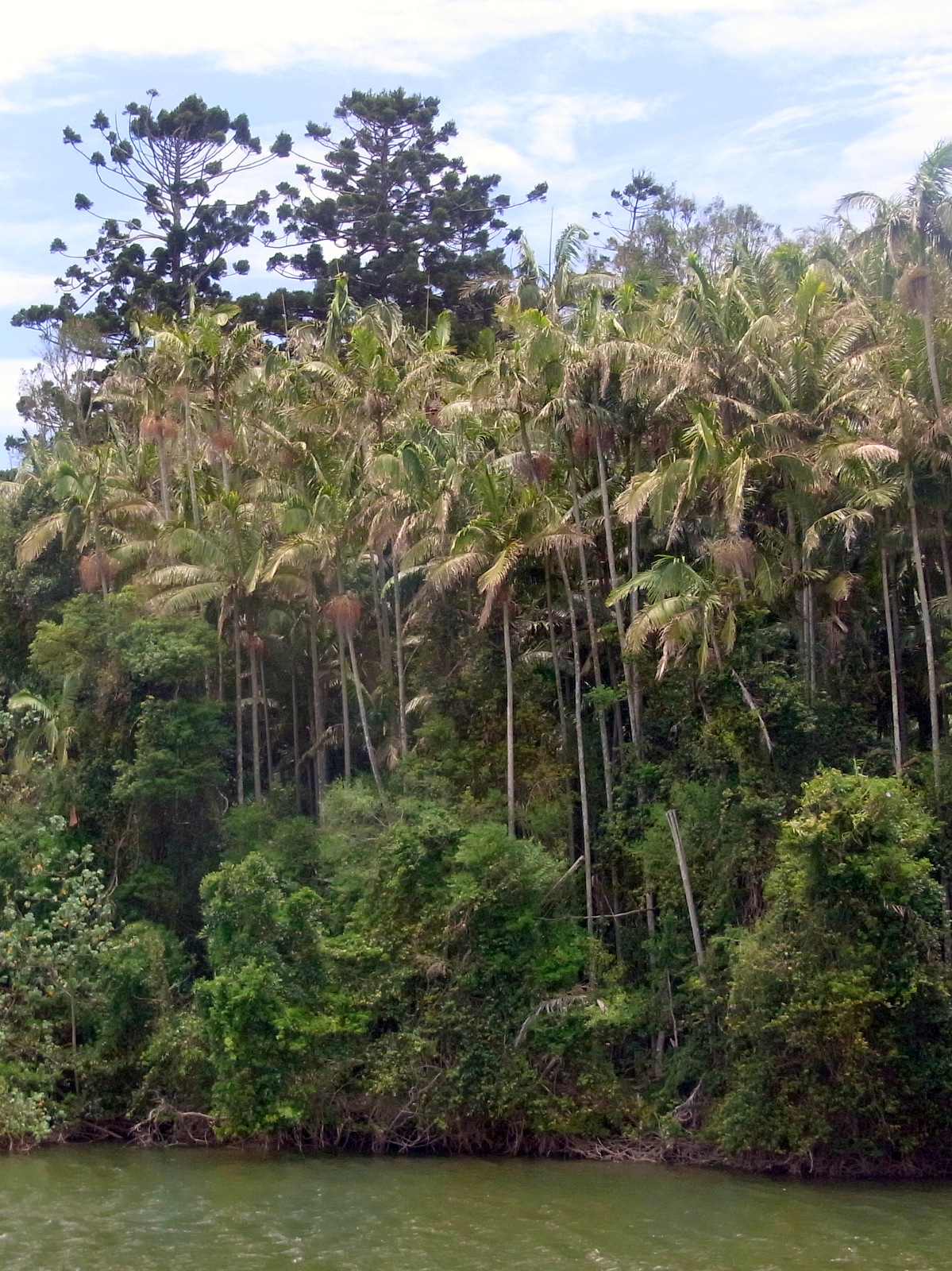
Stotts Island a Tumbulgum, 2012

### Storia degli aborigeni
I tradizionali custodi delle terre intorno al fiume Tweed sono gli aborigeni australiani delle "nazioni" Tulgi-gin, Cudgenburra e Mooburra, Yugembah (anche noto come Yugumbir, Jugambel, Jugambeir, Jugumbir, Jukam, Jukamba) è una delle lingue australiane aborigene nelle zone che comprendono la Valle del fiume Tweed, la Costa d'Oro, Logan, Scenic Rim, la valle del fiume Albert, Beaudesert, Beenleigh, Coolangatta, Coomera, Logan River, Pimpama e i Monti Tamborine, che si trovano entro i confini dei governi locali di Città di Gold Coast, Città di Logan, Scenic Rim Regional Council e la Tweed River Valley.

### Scoperta europea e denominazione
Il primo esploratore europeo a vedere il fiume fu John Oxley, nel 1823. Come Supervisore Generale, Oxley condusse un attento esame del fiume Tweed e di Port Curtis: ne sono fonti principali il giornale manoscritto di Oxley e la Narrative di John Uniaeke, che aveva accompagnato Oxley.
Anche John Uniack fece osservazioni rilevanti.
Il capitano Phillip Parker King aveva prima osservato questa parte della costa in prossimità di Point Danger, ma condizioni atmosferiche avverse gli impedirono di esaminare questa parte da vicino.
Nell'appendice al secondo volume della sua opera vi è la descrizione di porti, isole e coste tra Port Jackson e Breakesea Spit; dalla sua descrizione del fiume Tweed si ha la conferma che evidentemente il capitano King considerava Point Danger il più meridionale dei due punti.
Il capitano Henry Rous esaminò ulteriormente il Tweed River nel 1828, ma sbagliò nell'individuare l'attuale Point Danger, come il Point Danger di James Cook e scrisse il nome "Cook's Island" invece del "Turtle Island" di Oxley [Rous chiamò il Tweed di Oxley, fiume Clarance]:
Il Tweed fu così chiamato dal fiume Tweed in Scozia.

### Stabilizzazione dell'estuario
Le prime opere per imbrigliare l'estuario furono erette nel 1891.  Nel 1962, queste muraglie furono estese per mantenere profondo il canale. L'opera non riuscì a preservare dalle secche il canale, che invece necessitava di drenaggio regolare e inibì completamente il trasporto della sabbia verso nord, lungo la costa. Le spiagge meridionali della Costa d'Oro si trovarono subito di fronte a un'intensa erosione durante le tempeste, che non fu compensata. Nel 2001 fu realizzato un sistema di by-pass, in parte basato sull'operazione di successo del [Gold Coast Seaway].  Il livello della sabbia sulla parte meridionale della Costa d'Oro tornò presto ai livelli pre-anni 1960.

#### Utilizzo colloquiale
Anche se parti del fiume sono a pochi chilometri all'interno del lato del confine del Nuovo Galles del Sud, l'espressione North of the Tweed fa riferimento alla gente e ai luoghi del Queensland; allo stesso modo l'espressione South of the Tweed viene utilizzata dagli abitanti del Queensland per riferirsi a persone o luoghi degli stati del sud dell'Australia. Essa trae origine probabilmente dai viaggi di vacanza degli Australiani del sud lungo la panoramica Costa Nord del Nuovo Galles del Sud sull'autostrada del Pacifico. L'autostrada attraversa molti corsi d'acqua e il Tweed è l'ultimo prima di raggiungere la destinazione della Costa d'Oro, proprio dall'altra parte del confine del Queensland.

## Corso

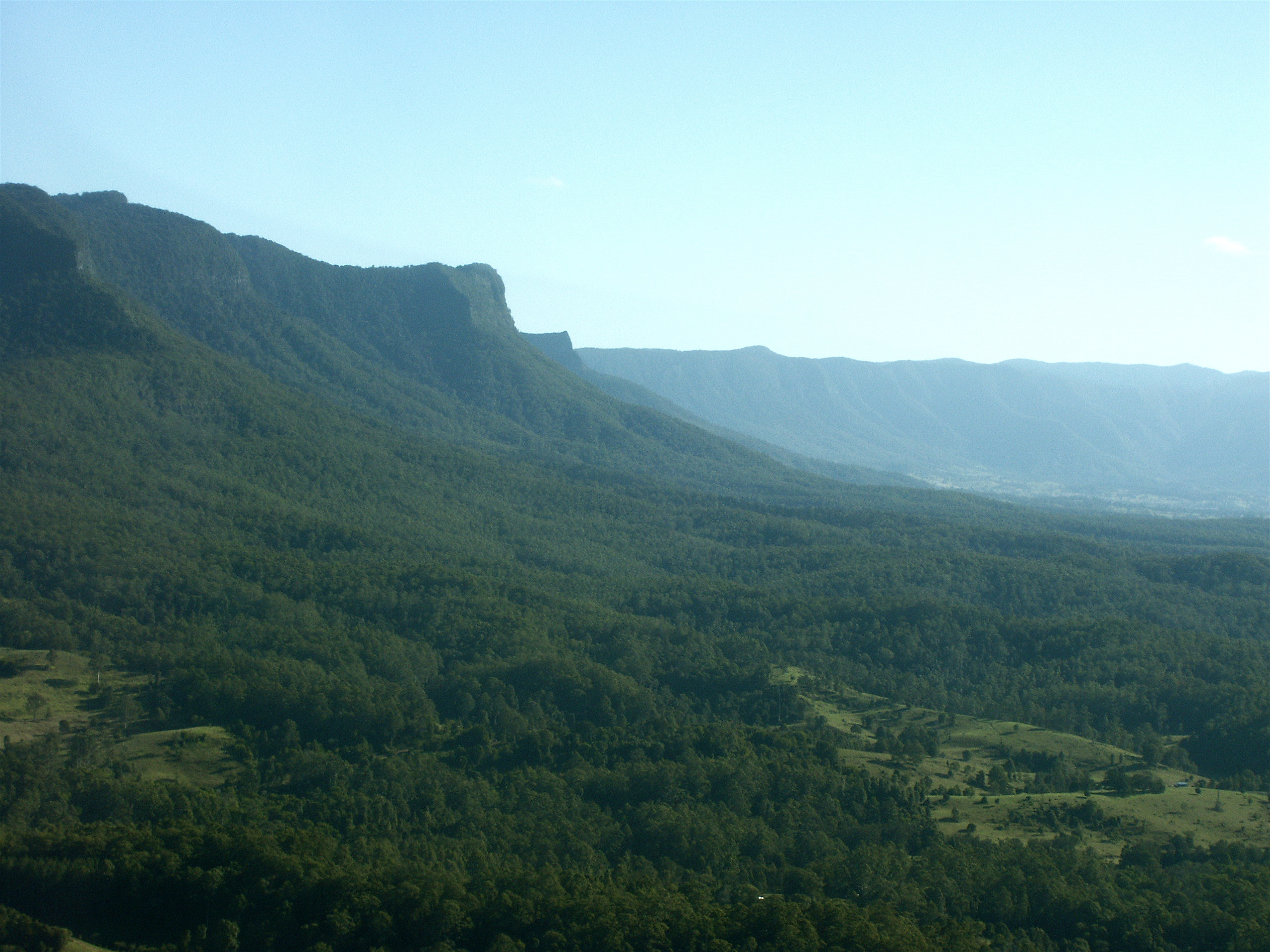
Parte superiore della Tweed Valley, che mostra il muro della caldera

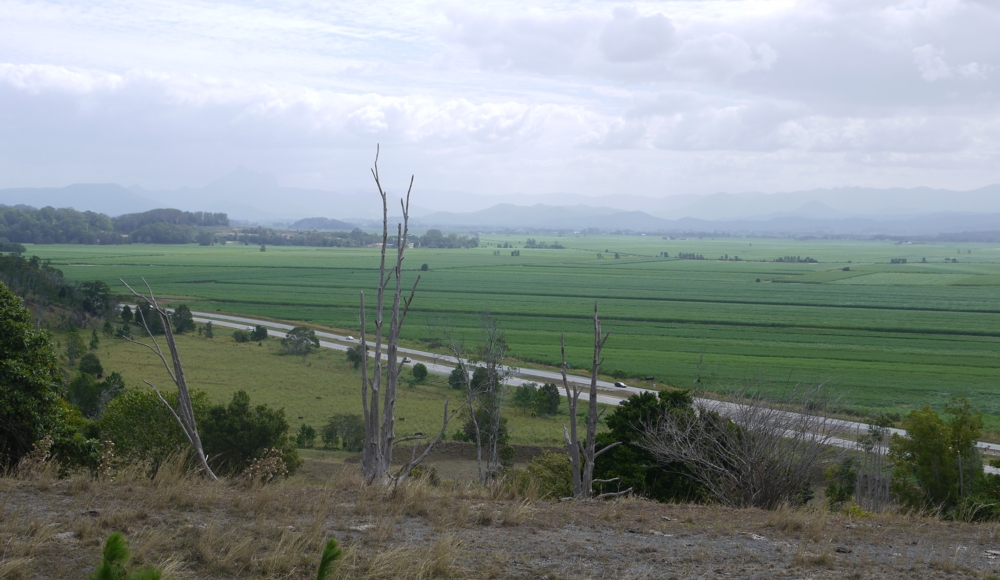
Parte inferiore della Tweed Valley vista da Duranbah

Il fiume inizia al nordovest del villaggio chiamato Lillian Rock. Il corso superiore passa attraverso i piccoli villaggi di Kunghur, Terragon e Uki. A sud del Monte Warning, i fiumi Doon Doon Creek e Perch Creek confluiscono nel Tweed dalla sua riva meridionale e il Byrill Creek vi confluisce da nord vicino a Terragon. A valle Korumbyn Creek e quindi il fiume Oxley River vi confluisce a Byangum, prima che il fiume passi da Murwillumbah. A Tumbulgum, il fiume Rous raggiunge il Tweed. I torrenti Terranora e Cobaki entrano nel Tweed circa 2 km a monte dello sfocio. A sud di Banora Point, l'autostrada del Pacifico attraversa il fiume.
L'influenza della marea arriva oltre Murwillumbah, a Bray Park Weir.
L'estuario del fiume Tweed è un importante habitat per i trampolieri.

### Esondazioni

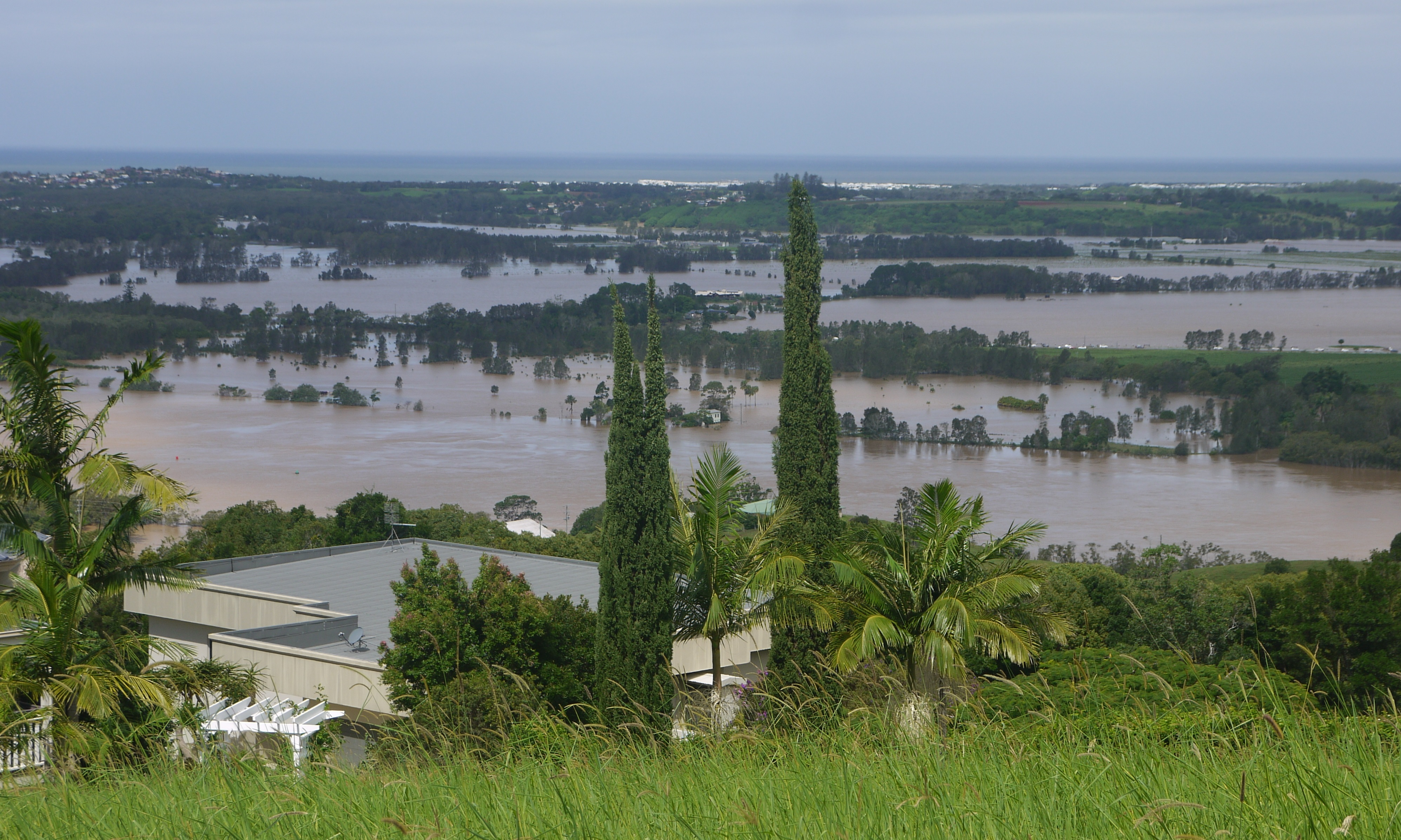
Esondazione del fiume Tweed vista da Terranora il 1 aprile 2017

Durante il Ciclone Oswald, il fiume Tweed fu soggetto a una grossa esondazione causata da dagli effetti residuali del ciclone e associata al monsone che passava dalle parti del Queensland e dal Nuovo Galles del Sud. Il fiume raggiunse il suo livello più alto in trent'anni pari a 3.3 metri.
A fine marzo 2017 le piogge provocate dal Ciclone Debbie causarono una grande alluvione nella valle del Tweed, con il picco di 6,2 metri al punto di rilevazione di Murwillumbah.

### Estuario
C'è un sistema di by-pass della sabbia operativo all'estuario del fiume Tweed.
Un molo sull'estremo nord di Letitia Spit raccoglie la sabbia e la pompa sotto il fiume Tweed alle spiagge nel vicino stato del Queensland. Sfoghi per il Sistema di By-pass della Sabbia all'estuario del Fiume Tweed comprendono Duranbah Beach, Snapper Rocks East, Snapper Rocks West, Greenmount e Kirra. Il drenaggio dell'ingresso per la navigazione è anche assicurato regolarmente come parte del regolare sistema totale di by-pass. La larghezza dell'estuario del fiume Tweed è di circa 150 m.